# 田中康三
田中 康三（たなか やすぞう、1915年3月22日 - 1989年6月18日）は、日本の騎手（東京競馬倶楽部、日本競馬会、国営競馬）、調教師（日本中央競馬会）。
第二次世界大戦前後の時期に花形騎手として名を馳せ、1941年秋の帝室御賞典や、戦後最初のダービー開催となった1947年の東京優駿などに優勝した。しかし1949年に自身が引き起こしたミナトクヰン事件を境に斜陽となり、1955年に調教師に転身。1989年に勇退するまで、それぞれ宝塚記念に優勝したエイトクラウン、ナオキ母子などを手掛けた。

## 来歴
1915年、東京府南多摩郡忠生村（現：東京都町田市）に生まれる。尋常小学校卒業後、1933年9月に東京競馬場の北郷五郎厩舎に騎手見習いとして入門した。
1935年3月に騎手免許を取得、1940年に北郷が死去したことに伴い、弟弟子の前田長吉とともに尾形景造（尾形藤吉）厩舎に移籍した。尾形厩舎ではエステイツで1941年秋の天皇賞に優勝するなど活躍したが、第二次世界大戦の激化により競馬開催の規模は徐々に縮小され、1944年の開催をもっていったん休止となった。休止期間中は尾形に伴って岩手県盛岡市に赴き、輓馬機動隊に編入されて馬の育成調教に従事した。
1946年の競馬再開に伴って騎手に復帰、秋季のみの短い開催であったが、39戦12勝の成績を挙げてリーディングジョッキーとなった。通年開催となった翌1947年には、マツミドリに騎乗して戦後最初の東京優駿（日本ダービー）を制した。以後数年間を有力騎手として活躍、ファンからも「康さん」の愛称で親しまれた。しかし、1949年に起こしたミナトクヰン事件（別節にて詳述）を境に成績が落ち込み、1955年に騎手を引退、調教師に転身した。
開業当初は東京競馬場に厩舎を構え、2年目にヒデホマレで中山改築記念を制し、調教師として重賞初勝利を挙げた。1959年、中京馬主協会長を務めていた山口昇（愛知トヨタ自動車社長）の誘いを受け、厩舎を中京競馬場に移した。1966年には山口の所有馬エイトクラウンで宝塚記念に優勝（牝馬初）。1969年栗東トレーニングセンターに移ったあと、1975年にエイトクラウンの子ナオキでふたたび宝塚記念を制した。
以後も数頭の重賞勝利馬を管理し、1989年2月をもって調教師を勇退。同年6月18日、病気により74歳で死去。晩年は長く病床に臥せ、調教師活動はできていなかった。

## ミナトクヰン事件
1949年10月23日、中山競馬場で行われた第7競走「3歳優勝」において1番人気のミナトクヰンに騎乗していた田中は、スタートで同馬が躓いたあと、競走を放棄してコースから引き揚げた。場内の観客はスタートのやり直しや馬券の買い戻しを要求したが主催者側はこれに応じず、不満を持った観客2000人あまりがコース内に乱入した。コースは約2時間にわたって占拠され、最終的には千葉県警が14名を検挙した末に観客を退去させた。事件後田中は一開催の間騎乗を自粛したものの、ミナトクヰンの関係者および国営競馬関係者が処分を受けることはなかった。

## 通算成績

### 騎手成績
- 2147戦294勝

#### おもな騎乗馬
※括弧内は田中騎乗時の優勝重賞競走
- ゼンサ（1940年目黒記念・秋）

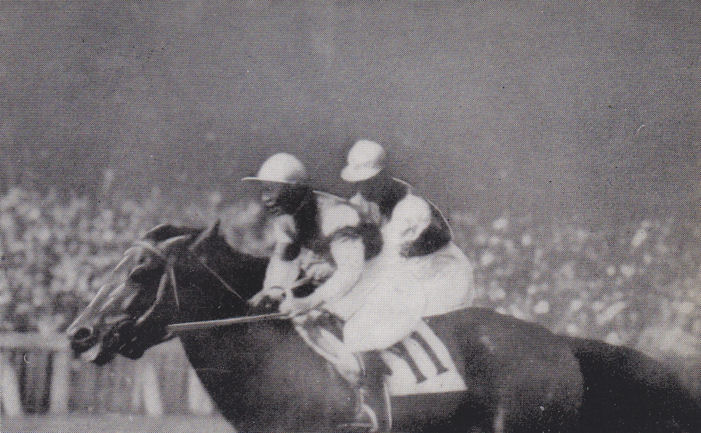
マツミドリを駆る田中
（1947年東京優駿競走）

- エステイツ（1941年中山記念・春、帝室御賞典・秋）
- ステーツ（1942年目黒記念・秋）
- クレタケ（1943年中山記念・秋）
- アサフジ（1947年目黒記念）
- マツミドリ（1947年東京優駿競走 1948年京都記念・春）
- トサミドリ（1951年東京盃）
- ミサワホープ（1951年中山記念・秋）
- モリマツ（1953年東京盃）

### 調教師成績
- 7246戦602勝[1]

#### おもな管理馬
- ヒデホマレ（1956年中山改築記念 1957年スプリングハンデキャップ）
- タカクラホープ（1963年読売カップ・秋）
- エイトクラウン（1964年阪神3歳ステークス 1966年鳴尾記念[1]、宝塚記念[1]）
- ヒラハッコウ（1970年タマツバキ記念・春）
- ナオキ（1973年中京記念 1974年スポーツニッポン賞金杯 1975年中京記念、鳴尾記念、宝塚記念[1]）
- チェリーリュウ（1979年新潟大賞典）

## おもな厩舎所属者
※太字は門下生。括弧内は厩舎所属期間と所属中の職分。
- 松永高徳（1955年 - 1967年 騎手）
- 佐々木昭次（1962年 - 1988年 騎手）
- 工藤嘉見（1962年 - 1964年 騎手、1964年-1965年 調教助手）
- 市丸繁（1969年 - 1986年 騎手）
- 安田隆行（1975年 騎手）